# Kinsman (Ohio)
Kinsman (noto anche come Kinsman Center) è un census-designated place (CDP) degli Stati Uniti d'America della contea di Trumbull nello Stato dell'Ohio. La popolazione era di 616 abitanti al censimento del 2010. Anche se non è incorporata, ha un ufficio postale, con lo ZIP code 44428; così come una biblioteca, la Kinsman Free Public Library. Si trova lungo la State Route 7 tra Andover e Hubbard.
Kinsman deve il suo nome in onore di John Kinsman, un agente immobiliare.
La comunità fa parte dell'area metropolitana di Youngstown-Warren-Boardman, OH-PA.

## Società

### Evoluzione demografica
Secondo il censimento del 2010, la popolazione era di 616 abitanti.

### Etnie e minoranze straniere
Secondo il censimento del 2010, la composizione etnica del CDP era formata dal 99,2% di bianchi, lo 0,2% di afroamericani, lo 0,3% di nativi americani, lo 0,0% di asiatici, lo 0,0% di oceanici, lo 0,0% di altre razze, e lo 0,3% di due o più etnie. Ispanici o latinos di qualunque razza erano lo 0,3% della popolazione.